# Южноандский олень
Южноандский олень (лат. Hippocamelus bisulcus) — один из двух видов андских оленей, являющийся эндемиком области Анд в южной части Южной Америки (на территории Чили и Аргентины).
Этот вид обитает в Андах до высот 3—5 тысяч метров. Обычно олени держатся группой, в которую входят от 2 до 8 животных, лето проводят в высокогорье, зимой переходят ниже (до высоты 1000 метров), иногда спускаются в долины. Южноандские олени активны в сумерках, днём прячутся среди скал.
Общая численность южноандских оленей составляет 1048—1500 особей (в 101 группе), численность южноандских оленей в Аргентине — 600—700 особей (по меньшей мере в 63 группах). Численность южноандских оленей продолжает сокращаться, данный вид занесен в Международную Красную книгу.
Андский олень (также как и андский кондор) изображён на Государственном гербе Чили.

## Внешний вид
Андские олени хорошо адаптированы к гористому, сложному рельефу местности, они имеют коренастое телосложение и короткие ноги. Окрас — от коричневого до серовато-коричневого, на горле — белые отметины. Длина тела от 1,4 до 1,6 метров, рост — 80—90 см, вес — 70—80 кг.
- Южноандские олени в национальном парке Торрес-дель-Пайне
- Южноандский олень и андский кондор на Гербе Чили